# Giro di Lombardia 2006
100. ročník cyklistického závodu Giro di Lombardia (Itálie) se uskutečnil 14. října 2006.
Startovalo se ve městě Mendrisio, cíl byl ve městě Como. Výsledky závodu se započítávaly do klasifikace UCI Pro-Tour 2006, kat. 1.S.

## Propozice
Startovalo: 196.

Dokončilo: 97.

Km: 245.

Průměr: 39,934 km/h.

## Trať
Po startu ve městě Mendrisio, trať vede územím Ticina až k jezeru Lago di Lugano, aby cyklisty zavedla zpet k Mendrisio. Závod prtíná Morbio, a vstupuje na území Itálie. Od Cernobbio závodníci jedou po břehu jezera Lago di Como až k Argegno. Tad je silnice znovu stáčí k Lago di Lugano, projíždejí San Fedele Intelvi (GPM), Osteno a Porlezza, kde jezero opouští.Trať znovu projíždí městy kolem Lago di Como (Dongo, Gravedona, Vercana, Gera Lario, Sorico, Colico). Po průjezdu města Dervio, opouští peloton pobřeží a míří k Val Varrone (Tremenico, Premana GPM) a Valsassina (Taceno, Cortenova, Barzio). Sjíždí se až k Lecco, a po rychlém průjezdu podél jezera dojíždí závodníci do města Bellagio. Trasa stoupa až k Madonna del Ghisallo (GPM), a sleduje údolí Valle del Lambro až do městečka Canzo, dále projíždí Ponte Lambro, Albavilla, Montorfano (GPM a Civiglio) a končí v Como.

## Účastníci
- Acqua & Sapone
- AG2R Prévoyance
- Astana-Würth team
- Barloworld
- Bouygues Telecom
- Caisse d'Epargne
- Cofidis
- Credit Agricole
- CSC
- Davitamon - Lotto
- Discovery Channel
- Euskaltel - Euskadi
- Française des Jeux
- Gerolsteiner
- Lampre
- Liquigas
- LPR
- Milram
- Panaria
- Phonak Hearing Systems
- Quick Step
- Rabobank
- Saunier Duval
- Selle Italia
- T-Mobile Team

## Klasifikace
| 1 až 10 | 11 až 20 | 21 až 30 |
| - 1. Paolo Bettini 6h08'06" - 2. Samuel Sánchez Gonzalez a 8" - 3. Fabian Wegmann s.t. - 4. Cristian Moreni a 14" - 5. Davide Rebellin a 46" - 6. Matteo Carrara s.t. - 7. Fränk Schleck s.t. - 8. Michael Boogerd s.t. - 9. Danilo Di Luca a 2'32" - 10. Andrea Pagoto a 3'53" | - 11. Ruggero Marzoli - 12. Mikhaylo Khalilov - 13. Fabio Sacchi - 14. Andrea Moletta - 15. Vladimir Gusev - 16. Staf Scheirlinckx - 17. Vicente Reynes Mimo - 18. Daniele Nardello - 19. Mirko Celestino - 20. Igor Anton Hernandez   | - 21. Vladimir Efimkin - 22. Gerben Löwik - 23. Alexandr Kolobnev - 24. Xavier Florencio Cabré - 25. Niklas Axelsson - 26. Kurt-Asle Arvesen - 27. Alexandr Arekeev - 28. Oliver Zaugg - 29. Pedro Arreitunandia Quintero - 30. Daniele De Paoli                        |
| 31 až 40 | 41 až 50 | 51 až 60 |
| - 31. Stéphane Goubert - 32. Cédric Vasseur - 33. Pieter Weening - 34. John Gadret - 35. Marco Pinotti - 36. Matteo Tosatto - 37. Inigo Cuesta Lopez - 38. Sylvester Szmyd - 39. Andrea Peron - 40. Francesco Bellotti                                                          | - 41. Pablo Lastras Garcia. - 42. Filippo Pozzato - 43. Alexandre Botcharov - 44. Nicolas Vogondy - 45. Hubert Schwab - 46. Luca Mazzanti - 47. Maxime Monfort - 48. David Canada Gracia - 49. Mauro Santambrogio - 50. Riccardo Ricco | - 51. Theo Eltink - 52. Santo Anzà - 53. Karsten Kroon - 54. Domenico Pozzovivo - 55. Cadel Evans - 56. Alessandro Ballan - 57. Georg Totschnig - 58. Philip Deignan - 59. Andrea Noè - 60. Wim Van Huffel                                                              |
| 61 až 70 | 71 až 80 | 81 až 90 |
| - 61. Stijn Devolder - 62. Volodymir Gustov - 63. Simone Masciarelli - 64. Andrea Masciarelli - 65. Benoit Poilvet - 66. Alessandro Vanotti - 67. Giovanni Visconti - 68. Andriy Grivko - 69. Matěj Jurčo - 70. Ivan Santaromita                                                | - 71. Christophe Riblon - 72. Fumiyuki Beppu - 73. Michael Schär - 74. Christophe Le Mevel. - 75. Guido Trentin - 76. Philippe Schnyder - 77. Sergio Barbero - 78. Steve Morabito - 79. Preben Van Hecke - 80. Sven Krauss             | - 81. Morris Possoni - 82. Volodymyr Bileka - 83. Lorenzo Bernucci - 84. Michael Rogers - 85. Carlos Barredo Llamazales - 86. Inaki Isasi Flores - 87. Grégory Rast - 88. Christopher Horner - 89. Amaël Moinard - 90. Yoann Le Boulanger                               |
| 91 až 97 | * | * |
| - 91. Yuri Metlushenko - 92. Javier Mejias Leal - 93. Dario David Cioni - 94. Davide Vigano - 95. Lars Ytting Bak - 96. Gene Michael Bates - 97. Diego Caccia | | |
| Odstoupili | Odstoupili | Odstoupili |
| - Frédéric Finot - Arnaud Gerard - Frédéric Guesdon - Jonathan Hivert - Vincent Jérôme - Matthieu Ladagnous - Eric Leblacher - Julien Loubet - Damien Monier - Rémi Pauriol | - Nicolas Portal - Sébastien Portal - Franck Rénier - Matthieu Sprick - Thomas Voeckler - Eric Baumann - Torsten Hiekmann - Grischa Niermann - Matthias Russ - Thomas Ziegler                                                          | - Charles Wegelius - Elio Aggiano - Fortunato Baliani - Leonardo Bertagnolli - Alessandro Bertolini - Stefano Cavallari - Alessandro Cortinovis - Giairo Ermeti - Mauro Facci - Mariano Giallorenzo                                                                     |
| Odstoupili | Odstoupili | Odstoupili |
| - Paride Grillo - Marco Marzano - Alessandro Maserati - Eddy Mazzoleni - Gabriele Missaglia - Vincenzo Nibali - Rinaldo Nocentini - Diego Nosotti - Alberto Ongarato - Giuseppe Palombo                                                                                         | - Franco Pellizotti - Emanuele Sella - Andrea Tonti - Roberto Traficante - Kim Kirchen - Julio Perez Cuapio - Koen De Kort - Hugo Sabido - Alexander Efimkin - Janez Brajkovic                                                         | - Matej Mugerli - Carlos Abellan Ossenbach - Andoni Aranaga Azkune - Mikel Astarloza Chaurreau - José Alberto Benítez Roman - Inigo Chaurreau Bernardez - Bingen Fernandez Bustinza - Juan Flecha Giannoni - José Ivan Gutiérrez Palacios - Íñigo Landaluze Intxaurraga |
| Odstoupili | Odstoupili | Odstoupili |
| - Iban Mayoz Etxeberria - Daniel Navarro Garcia - Benjamin Noval Gonzalez - Rubén Pérez Moreno - Mikel Pradera Rodriguez - Joaquin Rodriguez Oliver - Jose Rojas Gil - Eladio Sanchez Prado - Unai Uribarri Artabe - Alejandro Valverde Belmonte                                | - Jonathan-Patrick McCarty - Tiaan Kannemeyer - James Perry - Gustav Erik Larsson - Martin Elmiger - Florian Stalder - David Vitoria - Kanstantsin Siutsou - Alexander Usov - Michael Barry                                            | - Scott Davis - Aaron Kemps - Peter Wrolich - Serge Baguet - Christophe Detilloux - Philippe Gilbert - Olivier Kaisen - Thierry Marichal - Pieter Mertens - Frank Vandenbroucke                                                                                         |
| Odstoupili | * | * |
| - Roman Kreuziger - Mauricio Alberto Ardila Cano - Félix Rafael Cardenas Ravalo - Luis Laverde Jimenez - Victor Hugo Peña Grisales - Nicki Sørensen - Pierre Drancourt | | |